# Zingiber negrosense
Zingiber negrosense là một loài thực vật có hoa trong họ Gừng. Loài này được Adolph Daniel Edward Elmer miêu tả khoa học đầu tiên năm 1915.

## Mẫu định danh
Mẫu định danh: Elmer A.D.E. 10421; thu thập tháng 6 năm 1908 ở tọa độ 9°18′0″B 123°18′0″Đ / 9,3°B 123,3°Đ, dãy núi Cuernos, Dumaguete, tỉnh Negros Oriental, đông nam đảo Negros, Philippines. Các isotype lưu giữ tại Trung tâm Nghiên cứu Sinh học Indonesia ở Cibinong (BO), Đại học Copenhagen (C), Bảo tàng Lịch sử Tự nhiên Italia ở Firenze (FI), Nhà kính trồng cây và Vườn Thực vật thành phố Genève (G), Naturalis ở Leiden (L), Đại học Utrecht/Naturalis ở Leiden (U).
Một mẫu khác cũng được Elmer đề cập khi mô tả loài này là Elmer A.D.E. 11768; thu thập tháng 9 năm 1909 tại tọa độ 6°58′0″B 125°21′0″Đ / 6,96667°B 125,35°Đ, Todaya, tỉnh Davao del Sur, đông nam đảo Mindanao, Philippines. Mẫu lưu giữ tại Bảo tàng Lịch sử Tự nhiên Thụy  Điển ở Stockholm (S).

## Từ nguyên
Tính từ định danh negrosense (giống đực/giống cái: negrosensis) là tiếng Latinh hóa, lấy theo tên đảo Negros.

## Phân bố
Loài này là đặc hữu Philippines; được tìm thấy trên các đảo Negros và Mindanao. Môi trường sống là những khu vực ẩm ướt dọc theo các con suối trong hẻm núi, ở cao độ ~1.100 m.

## Mô tả
Vài cụm thân mọc cùng nhau. Thân lá cao tới 2 m, màu xanh lục, nhẵn nhụi, đường kính 1,5 cm. Lá nhiều, mọc so le, như da, nhẵn nhụi, tỏa rộng thành 2 dãy, bóng, mặt trên màu xanh lục sẫm, mặt dưới nhạt hơn, cách nhau 5–8 cm hoặc gần hơn về phía đỉnh, các lá sát gốc tiêu giảm thành các lá bắc, mặt dốc xuống nhiều hay ít, hình mác rộng, đỉnh nhọn thon thanh mảnh uốn ngược, không cuống, đáy tù, khi khô mặt dưới màu nâu sáng hơn rõ nét, dài 30 cm, rộng 4–5 cm ở đoạn giữa, mép về phía đáy cuốn trong, nhẵn nhụi hoàn toàn. Bẹ lá chỉ bao quanh một phần thân lá, xép chồng nhau, nhẵn nhụi, mép màu ánh nâu. Lưỡi bẹ ngắn, thuôn tròn rộng, tại đáy men xuống dọc theo bẹ, cứng, thưa lông cả hai mặt sau trở thành nhẵn nhụi. Gân giữa có gờ mặt dưới, có rãnh mặt trên, mập tại nơi phiến lá đính vào bẹ. Cụm hoa mọc từ thân rễ; cuống cụm hoa dày 1,25 cm, cong, dài 5–8 cm, có lá bắc màu ánh đỏ. Lá bắc xếp lợp, gần như dạng màng, thuôn dài, dài 3–5 cm, nhẵn nhụi hoặc có lông rung dọc theo mép, đỉnh thuôn tròn tù hoặc khía chữ V; cành hoa bông thóc thẳng đứng, hình trứng tới elipxoit hay hình trứng ngược, dài bằng hoặc hơn cuống cụm hoa, dày 4 cm. Lá bắc nhiều và dày đặc, màu ánh xanh lục ngoại trừ phần lộ ra màu ánh đỏ, thuôn dài hình trứng ngược, dài 4 cm, khi non có lông tơ đặc biệt về phía đáy, sau trở thành nhẵn nhụi, rộng 1,5 cm ngang đỉnh cắt cụt; mép mỏng thường gập vào mặt trong, màu ánh đỏ và với các đốm đỏ sẫm hơn về phía đỉnh. Hoa 1 hoặc hơn từ nách các lá bắc lớn. Lá bắc con bên ngoài dài 4 cm, hình túi, dày 1 mm ngang qua phần giữa hoặc phần rộng nhất, gần như thủy tinh, nhẵn nhụi, có gân dọc, màu ánh trắng, đốm ánh tía về phía đỉnh tù, các mặt của khoảng 3/4 từ đáy xếp chồng lên nhau nhiều; lá bắc con bên trong khoảng 1 cm ngắn hơn và tương đối hẹp hơn, các đặc điểm khác tương tự. Ống tràng hoa dài 5 cm, nhẵn nhụi, với các sọc tía; tràng hoa ban đầu hình túi rộng, các phần dài 2 cm, như thủy tinh, có gân và đốm màu ánh tía, hình mác và đỉnh nhọn thon, thùy tràng lưng dài hơn và thuôn dài hơn về hình dáng; cánh môi thuôn dài hình trứng ngược, đậm đốm màu tía, gần nguyên hoặc 2 thùy. Chỉ nhị ngắn, dạng màng, đốm màu tía cũng như mô liên kết kéo dài thành mỏ cong dài 1,5 cm, đậm đốm màu đỏ. Các ngăn bao phấn màu vàng, nứt dọc, dài 1,5 cm, song song, nhẵn nhụi; vòi nhụy hình chỉ, sọc màu ánh đỏ, kéo dài qua mỏ; đầu nhụy nhỏ, hình phễu, có lông bao quanh phần gờ.